# Йордан Попкостадинов
Йордан Попкостадинов, срещан и като Юрдан Попконстантинов, (изписване до 1945 година: Йрданъ попъ Костадиновъ) е български революционер, деец на Вътрешната македоно-одринска революционна организация. Използва псевдонима Коминарника или Коминарката.

## Биография
Йордан Попкостадинов е роден в Прилеп, тогава в Османската империя.
Работи като учител и книжар. Заедно с Даме Груев, Алексо Панов и Йордан Гавазов създават Прилепския комитет на ВМОРО през 1894 година.
От 1895 година ръководи терористичната група към комитета. В дома му е направено скривалище за закупеното оръжие. След предателство е направен обиск и е открита една пушка, заради която Попкостадинов е арестуван. Лежи в Битолския затвор. Умира скоро след излизането си оттам.